# Dominik Zbrožek
Dominik Zbrožek (polsky Dominik Zbrożek; 1. srpna 1832 Sambir, Rakouské císařství – 1. července 1889, Sambir, nyní Lvovská oblast, Ukrajina) byl český a polský geodet, vysokoškolský profesor (1871), první vedoucí katedry geodezie a sférické astronomie (založena 18. června 1871) Technické akademie ve Lvově (německy Technische Akademie im Lemberg, od roku 1877 k. u. k. Technische Hochschule in Lemberg, c. a k. Vysoká škola technická, od roku 2000 Národní univerzita Lvovská polytechnika). Česko-polský šlechtic erbu Poraj (Páni z Růže).[zdroj?]

## Život
Studoval na gymnáziu v Samboře (1844–1849) a ve Lvově (1849–1850), pak v letech 1851–1853 na Technické akademii ve Lvově, kde praktickou geometrii přednášel rodák z Netvořic profesor Ignác Lemoch (1802–1875), na VŠT ve Vídni (1853–1854) a v letech 1858–1860 na Stavovském polytechnickém ústavu Království českého v Praze, kde byl žákem profesorů Karla Kořistky (1825–1906) a Karla Jelínka (1822–1876). Jeho spolužákem v letech (1858–1859) byl budoucí generálmajor c. a k. rakousko-uherské armády Robert Daublebský ze Sternecku. Po skončení studia se zúčastnil nivelačních prací na Moravě a ve Slezsku (1860–1861) pod vedením profesora Karla Kořistky a astronomických a meteorologických pozorování (1862–1864) pod vedením profesora Karla Jelínka, pak od listopadu 1864 byl soukromým asistentem u profesora matematiky Johanna Liebleina (1834–1881). Od 1. května 1867 do září 1871 působil jako asistent a soukromý docent na české technice u profesora Františka Müllera (1835–1900). O habilitaci jako soukromý docent požádal 12. června 1871 s prací Geodetické měření výšek, kterou sepsal v češtině, a na základě rozhodnutí habilitační komise ve složení profesorů Františka Müllera, Viléma Bukovského a Gabriela Blažka byl jmenován soukromým docentem.

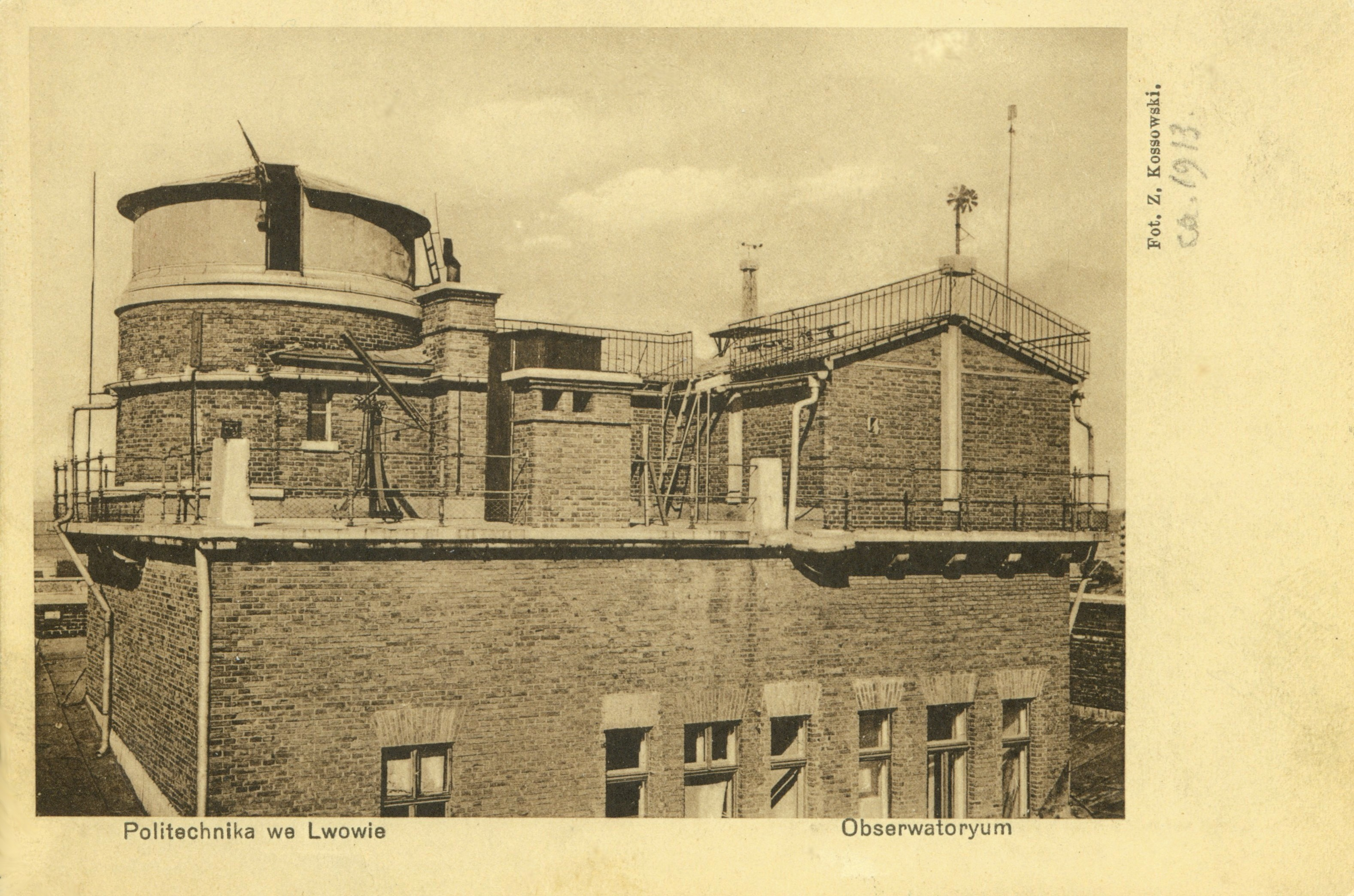
Hvězdárna C. a k. Vysoké školy technické ve Lvově, založená prof. Dominikem Zbrožkem

V témže roce byl povolán do Lvova, kde 12. listopadu 1871 byl jmenován profesorem a stal se prvním vedoucím katedry geodézie a sférické astronomie Technické akademie, při které založil a řídil astronomickou observatoř (1874–1877) a meteorologickou stanici (1878). Podle usnesení Kolegia profesorů plnil od 5. února 1874 také funkci prvního knihovníka Technické akademie, zasloužil se o rozvoj knihovny a otevření studovny. Byl také tvůrcem první nivelační sítě Lvova (1880–1888), která pak byla použita pro výstavbu městské kanalizace. Určení výšky základního bodu této sítě barometrickou nivelaci se zúčastnila na jeho žádost zvláštní Komise ve složení polní podmaršálek August von Fligely (1810–1879) a plukovník Johann Ganahl (1817–1879), oba bývalí ředitelé Vojenského zeměpisného ústavu ve Vídni, profesor astronomie Jagellonské univerzity v Krakově Michał Franciszek Karliński (1830–1906) a profesor geodezie VŠT ve Vídni Josef Philipp Herr (1819–1884). Na památku o stabilizaci tohoto bodu byla 25. listopadu 2008 na hlavní budově Národní univerzity Lvovská polytechnika úsilím současné katedry geodezie odhalena pamětní deska s ukrajinským textem(„Вихідний пункт першої нівелірної мережі м. Львова. Закладено у 1880 р. видатним астрономом-геодезистом, академіком Краківської АН, першим завідувачем кафедри геодезії, ректором Львівської Політехніки професором Домініком Зброжеком“).

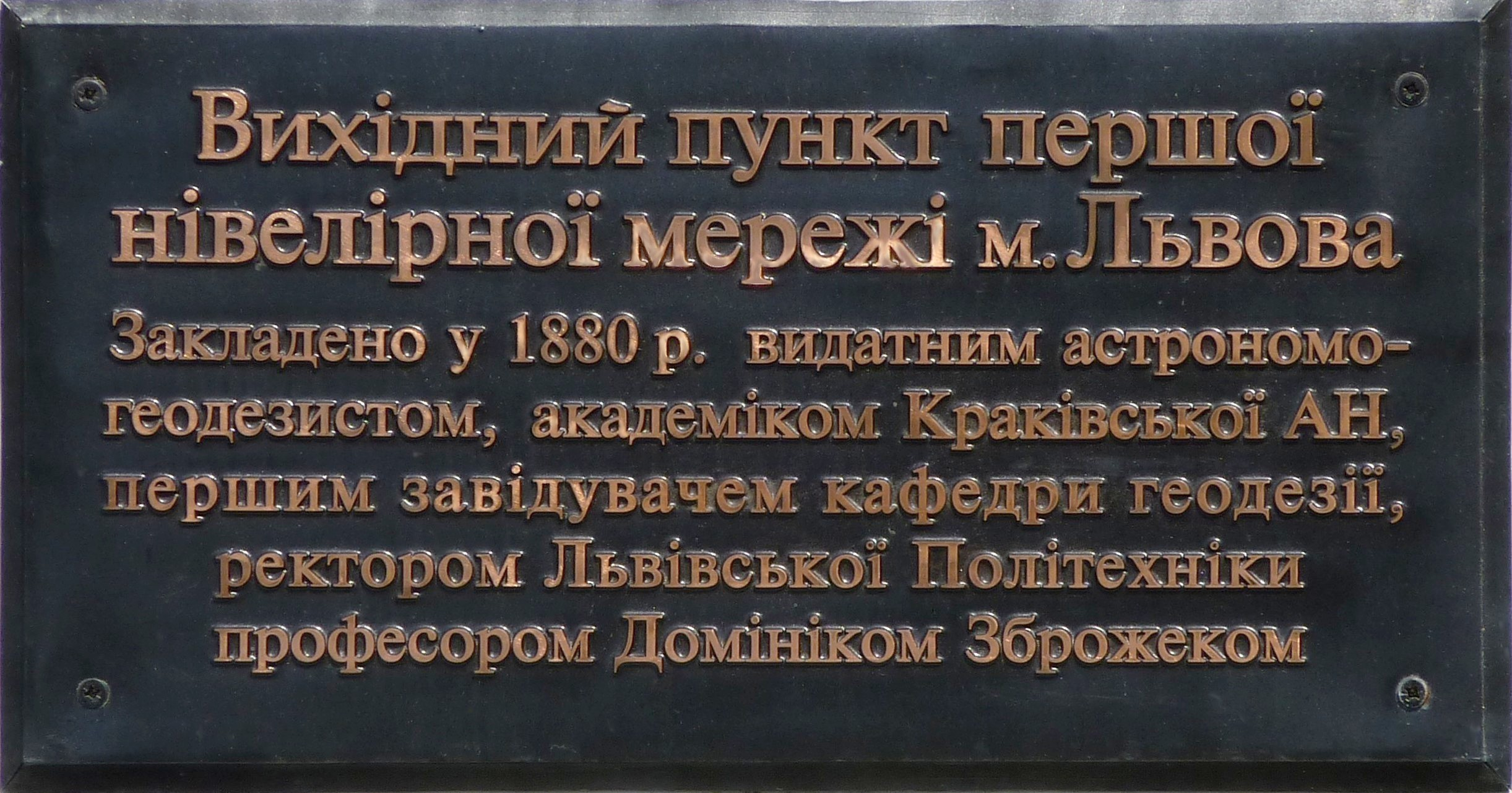
Pamětní tabule na počest prvního nivelačního bodu ve Lvově na hlavní budově NU „Lvovská polytechnika“ (odhalená 25. 11. 2008)

Byl děkanem fakulty silničního a vodního inženýrství (1878/79 a 1879/80) a fakulty strojní (1884/85, 1885/86, 1886/87, 1887/88) a rektorem VŠT ve Lvově (1888/89).
Napsal v německém a polském jazyce více než 15 učebnic a vědeckých pojednání, která byla publikovaná knižně nebo v „Pamiętniku Akademii umiejętności w Krakowie“ (Wydzial matematyczno-przyrodniczy) a časopisech Przegląd techniczny a Czasopiśmo techniczne.
Byl členem Krakovské akademie věd a řemesel a Technické společnosti (od roku 1871) a Polytechnické společnosti (od roku 1877) ve Lvově. Aktivně se účastnil i politického života, byl členem Rady města Lvova a poslancem Sejmu Království Haliče a Lodomerie za město Sambir (1876–1883).
Zemřel a je pohřben v Samboře. Ještě v roce 1989 existoval na starém městském hřbitově jeho hrob s nadpisem: Dominik Zbrożek / Profesor Politechniki Lwowskiej / Poseł do Sejmu / Obywatel Sambora / 1832 – 1.VII.1889/.

## Významní žáci
- Roman Dzieślewski, také Zdzisławski (1863–1924), profesor a rektor VŠT ve Lvově, první polski profesor elektrotechniky, asistent na katedře geodezie (1882–1884)
- Placyd Zdzisław Dziwiński (1851–1936), matematik, profesor a rektor VŠT ve Lvově, první asistent katedry geodezie (1871–1875)
- Maurycy Pius Rudzki (1862–1916), astronom a geofyzik, profesor Jagellonské univerzity v Krakově
- Seweryn Widt (1862–1912), zeměměřič, profesor a rektor VŠT ve Lvově, asistent (1885–1890) a druhý vedoucí (1893–1912) katedry geodezie. Synovec profesora Dominika Zbrožka
- August Wiktor Witkowski (1854–1913), fyzik, profesor a rektor Jagellonské univerzity v Krakově, čestný doktorát Jagellonské univerzity (1892) a Lvovské polytechniky (1912), asistent katedry geodezie ve školním roce 1878/79

## Dílo
- Zbrożek, Dominik: O libeli i osi kolimacyjnej. In: Czasopismo techniczne. 1884, nr 6, s. 69–72; nr 7, s. 81–82 ; nr 8, s. 104.
- Zbrożek, Dominik: O niwelacyi ścisłej : [wykład na zgromadzeniu tyg. T-wa Politechnicznego we Lwowie (6 marca 1886 r.)]. In: Czasopismo techniczne. 1886, nr 6, s. 72–76.
- Zbrożek, Dominik: O niwelacyi ścisłej miasta Lwowa. In: Czasopismo techniczne. 1889, nr 6, s. 47.
- Zbrožek, Dominik: O niwelacyi ścisłej miasta Lwowa. In: Czasopismo techniczne. 1889, nr 10, s. 77.
- Zbrożek, Dominik: O planimetrach. In: Dżwignia. 1879, nr 1, s. 3–6 ; nr 3, s. 19–24; nr 6, nr 8, nr 9, s. 67–69.
- Zbrożek, Dominik: O czasie. In: Czasopismo techniczne. 1886, nr 3, s. 37.
- Zbrożek, Dominik: Opad atmosferyczny na stacjach deszczomiarowych w r. 1887. In: Pamiętnik Akademii umiejętności w Krakowie. Wydzial matematyczno-przyrodniczy. Tom XXII. 1888. S. 219–233.
- Zbrożek, Dominik: Sprawozdanie z lustracyi stacyj ombrometrycznych w Galicyi. In: Czasopismo techniczne. 1887, nr 7, s. 87.
- Zbrożek, Dominik: Teoria najmniejszych kwadratów / Wyklady spisane przez Augusta Witkowskiego. Lwów : [s.n.], 1878. [4], 119 s.
- Zbrożek, Dominik: Teoria planimetru biegunowego. In: Pamiętnik Akademii umiejętności w Krakowie : Wydzial matematyczno-przyrodniczy. Tom II. 1876. S. 113–123.
- Zbrożek, Dominik: Vorträge der Geodäsie gehalten an der k.k. technischen Academie im Jahre 1871/2 zusammengestellt von Placyd Dziwiński (Autolitografie). Lemberg, 1872. 216 S.
- [Zbrożek, Dominik]: Z Obserwatorium c.k. Szkoly politechnicznej we Lwowie. In: Czasopismo techniczne. 1883, nr 1, s. 17–19.
- Zbrożek, Dominik: Zastosowanie wyznaczników w teorji najmniejszych kwadratów. In Pamiętnik Akademii umiejętności w Krakowie. Wydzial matematyczno-przyrodniczy. Tom IX. 1884. S. 119–218.